# روابط اسرائیل و اوگاندا
روابط اسرائیل و اوگاندا به روابط دوجانبه اسرائیل و اوگاندا اشاره دارد. هیچ‌یک از دو کشور سفیر مقیم ندارند. اوگاندا یک سفیر غیر مقیم در قاهره دارد.

## تاریخ
در سال ۱۹۰۳، برنامه اوگاندای بریتانیایی، اوگاندا را به عنوان یک میهن برای مردم یهود پیشنهاد داد.

### رابطه پسااستعماری

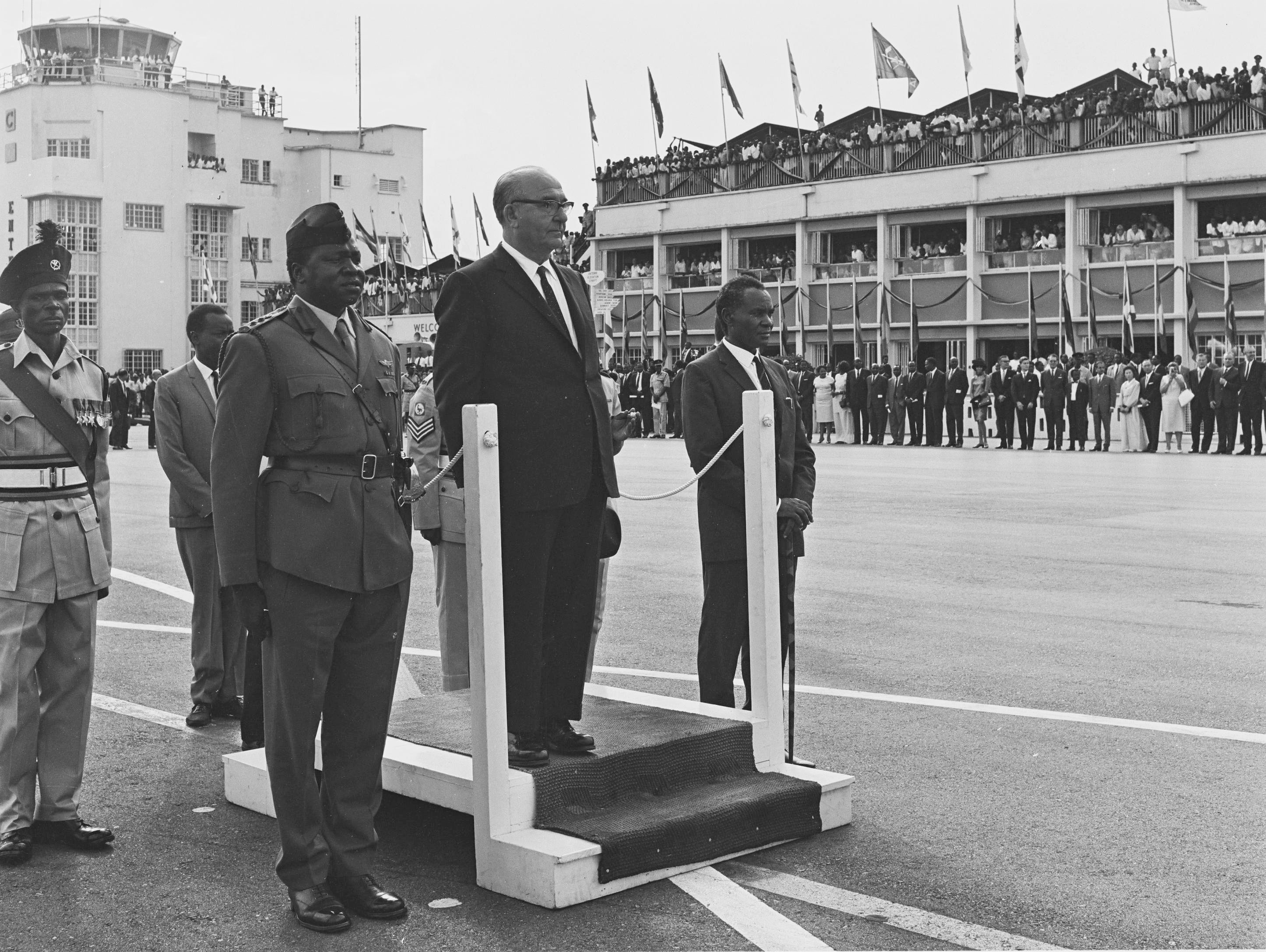
نخست‌وزیر لوی اشکول در اوگاندا توسط ایدی امین مورد استقبال قرار گرفت، ۱۹۶۶

در زمان میلتون اوبوته، اوگاندا به اسرائیل کمک کرد تا از شورشیان جنوب سودان در طول جنگ طولانی آنها با شمال حمایت کند. در مقطعی از زمان اوبوته خواستار صلح با دولت خارطوم و قطع حمایت از شورشیان بود. هنگامی که عیدی امین اوبوته را در سال ۱۹۷۱ سرنگون کرد، دوباره حمایت از شورشیان را آغاز کرد و به رابطه نظامی با اسرائیل ادامه داد.
امین در سال ۱۹۷۱ از اسرائیل بازدید کرد و توسط وزیر دفاع اسرائیل موشه دایانمورد توهین قرار گرفت. اسرائیلی‌ها مسئول تأمین و آموزش بیشتر ارتش اوگاندا و انجام چندین پروژه ساختمانی در این کشور بودند. اما در فوریه ۱۹۷۲، امین تصمیم گرفت از لیبی دیدار کند (در حالی که با هواپیمای اسرائیلی سفر می‌کرد) و با قذافی دیدار کند. پس از بازدید، امین از نظر صوتی بسیار ضد اسرائیل شد.
در مارس ۱۹۷۲، امین دستور داد همه اسرائیلی‌ها از اوگاندا تبعید شوند. یک گزارش می‌گوید که امین به دلیل امتناع اسرائیل از تهیه هواپیماهای اوگاندا برای جنگ با تانزانیا همسایه خشمگین شد. امین منتقد صریح اسرائیل شد. در پایان ماه، همه اسرائیلی‌ها رفته بودند، از جمله برخی که تمام تجهیزات ساختمانی ارزشمند خود را از مرز به کنیا رانده بودند.

### هواپیماربایی انتبه
عملیات انتبه یک مأموریت نجات گروگان ضد تروریسم بود که توسط نیروهای دفاعی اسرائیل (IDF) در شب ۳ ژوئیه و صبح زود ۴ ژوئیه ۱۹۷۶ در فرودگاه انتب اوگاندا انجام شد. در پی هواپیماربایی هواپیمای پرواز ۱۳۹ ایرفرانس و تهدید هواپیماربایان به کشتن گروگانها در صورت عدم تحقق خواسته‌های آزادی زندانیان، نقشه ای برای انتقال هوایی گروگانها به محل امن ریخته شد. این نقشه‌ها احتمال مقاومت مسلحانه نیروهای نظامی اوگاندا را در نظر گرفتند. نوشته اصلی موسوم به عملیات رعد توسط ارتش اسرائیل، عملیات عطف به نام عملیات یوناتان که به یاد فرمانده پیشین سایرت متکل، فرمانده سرهنگ دوم یوناتان نتانیاهو نام گذاری شد و توسط یک تک تیرانداز اوگاندا کشته شد. سه گروگان، هفت هواپیماربای و ۴۵ سرباز اوگاندا کشته شدند. علاوه بر مرگ نتانیاهو، پنج کماندوی اسرائیلی دیگر نیز زخمی شدند. گروگان چهارم توسط افسران ارتش اوگاندا در یکی از بیمارستان‌های اطراف کشته شد.

### سده بیست و یکم

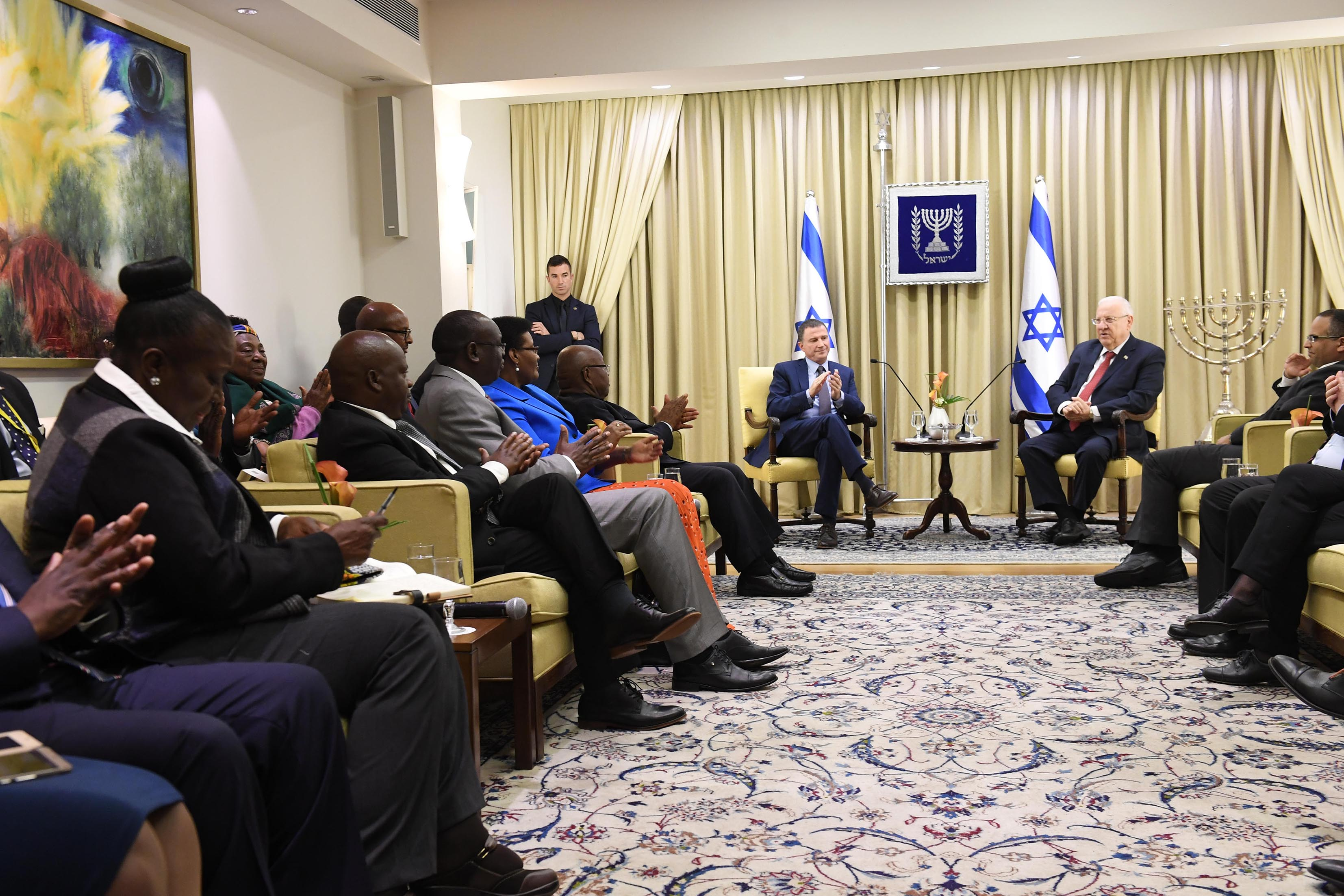
اعضای مجلس اوگاندا و هیئت اسرائیلی، دسامبر ۲۰۱۷‏

در سال ۲۰۱۶، یک شرکت اسرائیلی برای تهیه یک طرح جامع ملی برای توسعه اوگاندا انتخاب شد و بر اساس سیستم طرح کلی ملی اسرائیل، یعنی طرح ملی طرح کلی ۳۵ برنامه‌ریزی شد.

## همکاری کشاورزی
در یک پروژه مشترک اسرائیلی و اوگاندایی، یک استاد از دانشکده کشاورزی دانشگاه عبری اورشلیم نرسنجی دریاچه ویکتوریا را با یک همکار اوگاندایی از دانشگاه مکرری انجام داد. آنها دریافتند که سوف رود نیل، که شصت سال پیش توسط انگلیس معرفی شد، جمعیت ماهی‌های بومی را از بین برده و منجر به سوء تغذیه در سکونتگاه‌های کنار دریاچه شده‌است. وی به ایجاد حوضچه‌های ماهی مصنوعی برای پرورش ماهی کپور که از رژیم محلی ناپدید شده بود کمک کرد.